# Księga Wei
Księga Wei – chińskie dzieło historyczne z VI wieku opisujące dzieje Północnej (386–535) i Wschodniej dynastii Wei (534–550), zaliczane do oficjalnego zbioru Dwudziestu czterech historii.
Księga Wei została zredagowana przez Wei Shou, uczonego związanego z Północną dynastią Qi (550–577), któremu w roku 551 cesarz Wenxuan (550–559) nakazał skompilowanie historii dynastii Wei. W swojej pracy Wei Shou korzystał z wcześniejszych dzieł zajmujących się historią Wei, takich jak Roczniki Dai (Dai Ji, 代紀) autorstwa Deng Yuana oraz ich kontynuacja Historia państwa (Guo Shi, 代紀) Cui Hao, a także Roczniki państwa (Guo Ji, 國紀) Gao Yuna, Liu Mo i innych. Wei Shou ukończył biografie i roczniki w roku 554 i przedstawił je dworowi, zaś niedługo po tym zaprezentował także traktaty. Tak szybkie sporządzenie Księgi Wei było możliwe, ponieważ cesarskie dzienniki (qijuzhu) Północnej dynastii Wei były kompletne i jedynym okresem, który nie był objęty tym bogatym materiałem źródłowym był czas po upadku tej dynastii. W odpowiedzi na krytykę z jaką spotkało się jego dzieło dwukrotnie, w roku 560 i 568, Wei Shou dokonywał jego rewizji. Pierwotna wersja dzieła Wei Shou składała się ze 131 ksiąg (juan), jednak za czasów Północnej dynastii Song zaginął spis treści oraz 29 ksiąg roczników, biografii i traktatów. W tej sytuacji uczeni epoki Song zastąpili brakujące roczniki cesarza Mingyuana (409–423) oraz dwie części traktatu o astronomii rozdziałami z Księgi Wei autorstwa Wei Dana (ok. 540–ok. 604) i uczonego epoki Tang Zhang Taisu. Inne brakujące części zostały zastąpione fragmentami wziętymi z Historii Dynastii Północnych oraz Historii Xiao (Xiao Shi, 小史) Gao Juna, a także encyklopedii Xiuwen yulan (修文御覽). W ten sposób powstała posiadana przez nas wersja Księgi Wei, składająca się ze 114 ksiąg: 10 ksiąg roczników, 92 biografii oraz 10 traktatów.
Księga Wei spotkała się z wyjątkowo ostrą krytyką zarówno współczesnych, jak i potomnych Wei Shou. Nazywano ją „brudną historią” (huishi), co było grą słów odwołującą się do jej tytułu i nazwiska autora. Księga Wei stała się znana jako najmniej chwalebna z Dwudziestu czterech historii. Wei Shou był oskarżany nie tylko o ogólne kierowanie się swoimi uprzedzeniami, ale także przynajmniej w trzech przypadkach o umieszczenie lub odmówienie umieszczenia biografii z powodów czysto osobistych, a ponadto przyjmowanie łapówek, jak również ukrywanie okrucieństw popełnionych przez klan Erzhu, w szczególności zaś Erzhu Ronga, odpowiedzialnego za masakrę przedmieść Luoyangu w roku 528. Zarzucano mu także szczególne faworyzowanie Gao Huana (496–547), założyciela rodu panującego Północnej dynastii Qi. Tak zła reputacja Księgi Wei wiązała się z kwestią prawowitej sukcesji. Wei Shou pisał swoje dzieło z nadania Północnej dynastii Qi, która była spadkobiercą Wschodniej dynastii Wei, i tym samym przyjmował, że to ta ostatnia dynastia miała prawo do cesarskiej władzy nad Chinami. Jednakże w roku 589 Chiny ostatecznie zostały zjednoczone przez dynastię Sui (581–618), będącą spadkobiercą Północnej dynastii Zhou (557–581) i konkurencyjnej w stosunku do Wschodniej dynastii Wei Zachodniej dynastii Wei (535–557). W rezultacie Księga Wei, ze względu na przyjęty schemat prawowitej sukcesji, znalazła się pod obstrzałem krytyki z dwóch stron. Po pierwsze uczonych związanych z tradycją dynastii Sui, którzy uważali że to Zachodnia, a nie Wschodnia dynastia Wei była prawowitą dynastią cesarską. Po drugie zaś uczonych z Południa, którzy nie mogli wybaczyć Wei Shou jego całkowitego lekceważenia w stosunku do dynastii południowych. Wei Shou bowiem nie wahał się nazywać Wschodniej dynastii Jin „uzurpatorskim reżimem” (jian), a rody panujące Song, Qi i Liang „wyspiarskimi barbarzyńcami” (daoyi), albo „południowymi barbarzyńcami” (manyi). Do tej drugiej grupy, choć z pewnymi zastrzeżeniami, może być zaliczony pierwszy i najważniejszy chiński krytyk pisarstwa historycznego, Liu Zhiji (661–721), i to jego surowa krytyka ustaliła dominującą aż do dzisiejszych czasów upokarzająca opinię na temat Księgi Wei. Ta krytyka doprowadziła do tego że na początku epoki Sui podjęto próbę ponownego zredagowania Księgi Wei pod kierunkiem wspomnianego już powyżej Wei Dana, dalekiego kuzyna Wei Shou. Z tej próby do dzisiejszych czasów (poza fragmentami użytymi do późniejszego uzupełnienia Księgi Wei) przetrwały jedynie niektóre założenia, co do których Wei Dan miał różnić się od Wei Shou, opisane w biografii tego pierwszego zamieszczonej w Księdze Songów. W rezultacie pomimo całej krytyki skierowanej przeciwko dziełu Wei Shou zostało ono jednak zaliczone do oficjalnego zbioru Dwudziestu czterech historii.
Wei Shou zadał sobie wiele trudu by wykazać, że rządzący w Wei ród Tuoba miał pełne prawo do cesarskich rządów w Chinach. Naśladując w tym Zapiski historyka, Księga Wei rozpoczyna się od opowieści o mitycznych początkach Tuoba, przy czym mają się oni wywodzić od Żółtego Cesarza, zgodnie z Zapiskami ojca wszelkiej historii. Ponieważ kolor żółty, przysługujący Żółtemu Cesarzowi, zgodnie z teorią pięciu żywiołów odpowiadał ziemi, stąd założyciel Wei, Tuoba Gui (386–409), miał pełne prawo wybrać ziemię jako element związany z dynastią. Wei Shou, podążając w tym za Księgą Hanów, szeroko odwołuje się do koncepcji następstwa kolejnych elementów, twierdząc iż dynastia Wei, jako reprezentująca ziemię, była prawowitym spadkobiercą reprezentującej ogień dynastii Han, w przeciwieństwie do dynastii Jin i jej następców na Południu. Poprzez świadome używanie historycznych analogii Wei Shou stara się także stworzyć wrażenie, iż Wei jest dziedzicem takich wielkich starożytnych dynastii jak Zhou i Han. Dzieje Wei opisane są według tradycyjnego schematu cyklu dynastycznego, w którym po znakomitych początkach następuje szybki upadek w trakcie regencji cesarzowej wdowy, niepokoje wywołane przez „barbarzyńców” (w Księdze Wei reprezentowanych przez Erzhu Ronga i jego hordy) i ostateczny upadek w konfuzję i chaos. Ogólny upadek podczas ostatnich lat panowania Wei odmalowany jest w bardzo żywy sposób, by tym bardziej podkreślić zasługi herosa, który ostatecznie przywrócił porządek, czyli wspomnianego już progenitora Północnej dynastii Qi Gao Huana. Za pomocą tych nader umiejętnie używanych różnych środków, poprzez naśladowanie Zapisków historyka, a przede wszystkim Księgi Hanów, Wei Shou osiągnął swój cel sinizacji dziejów Tuoba.
Księga Wei jako jedyna z Dwudziestu czterech historii (obok Historii Yuan) zawiera osobny traktat poświęcony buddyzmowi i taoizmowi, który jest cennym źródłem na temat religii epoki. Jest ona także głównym źródłem dla poznania literatury pisanej na Północy w okresie Wei, która poza utworami zamieszczonymi w Księdze Wei w większości zaginęła. Wei Shou przechował w szczególności wiele przykładów poezji fu, który to gatunek uważał za istotny sprawdzian pisarskich umiejętności. Poza tym Księga Wei zawiera bezcenne dla dzisiejszych historyków informacje na temat utworów zaginionych.